# 愛爾蘭酒吧

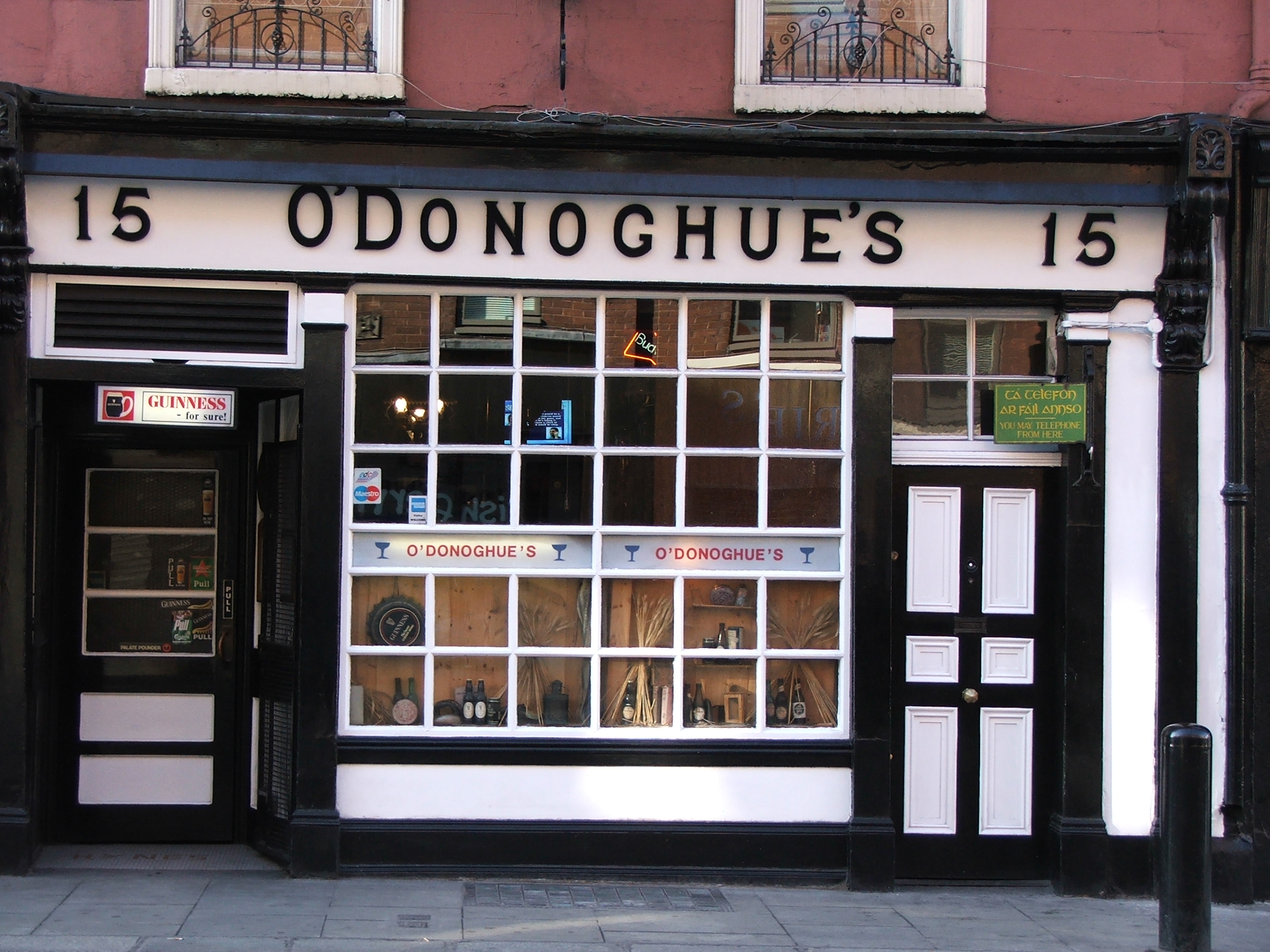
一家位于都柏林的愛爾蘭酒吧

愛爾蘭酒吧（Irish Pub）是酒吧的類型之一，其主要特徵包括了休閒友善的氣氛，愛爾蘭式體育和愛爾蘭音樂。最早的愛爾蘭酒吧出現在10世紀時期，現在愛爾蘭酒吧現在已經普及至世界各地。和英式酒吧不同的是，愛爾蘭酒吧一般取名於酒吧現在或之前的店主，或者得名於酒吧所在的街道。